# Julius Gabriel
Julius Gabriel (* 1988 in Berlin) ist ein deutscher Jazz- und Improvisationsmusiker (Baritonsaxophon, weitere Saxophone).

## Wirken
Gabriel, dessen Mentor Gunter Hampel war, studierte seit 2009 an der Folkwang Universität der Künste in Essen, wo er 2015 seinen Bachelor absolvierte. 
Gabriel ist als Solist und mit großen Ensembles in Europa aufgetreten, etwa auf dem Moers Festival, bei unerhört!, Krakow Jazz Autumn und weiteren Festivals. Er nutzt erweiterte Spieltechniken und erkundet die multidimensionale Entfaltung des Sounds seiner Instrumente durch Raum- und Elektroakustik. Gemeinsam mit João Pais Filipe gründete er Duo Paisiel. Mit Gustavo Costa und Gonçalo Almeida entstand das Trio Ikizukuri, das auch mit Susana Santos Silva zusammenarbeitete. In Das Behälter arbeitete er mit der Schriftstellerin und Performerin Xenia Ende. Mit Jan Klare bildete er das Bläserduo About Angels and Animals. Mit Barry Guys Blue Shroud Band entstand das Album All This This Here. Zudem gibt er Solokonzerte.
Seit 2018 hat Gabriel die Soloalben Dream Dream Beam Beam, Ætherhallen, Geminga und Eyes in Orbits veröffentlicht. 2024 legte er mit Savina Yannatou, Agustí Fernández, Barry Guy und Ramón López das Album In the Light of the Current Myth vor. Auch nahm er mit About Angels And Animals, Blutiger Jupiter, Camatta Monk, Das Behälter, Ikizukuri, London Jazz Composers Orchestra, Paisiel, Solar Corona, The Dorf, Wellness, What a Waste of Beauty und dem Konfetti Klub Ensemble auf.